# Contragewicht

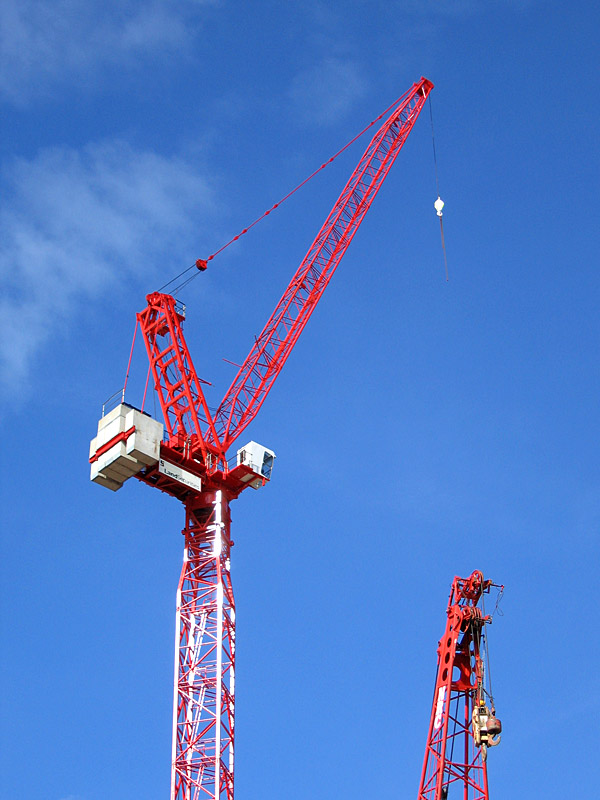
Contragewicht (links, beton) aan een hijskraan om deze in evenwicht te houden.

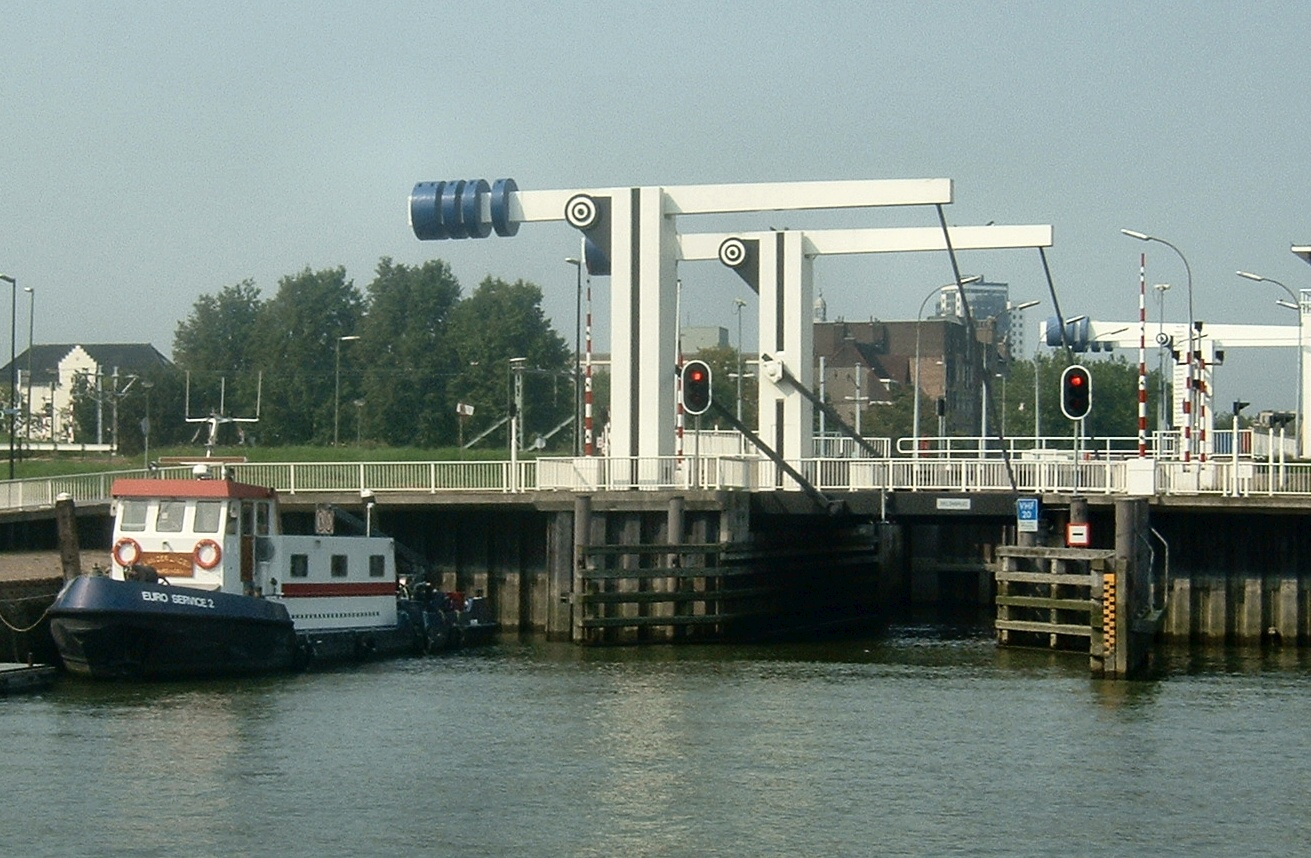
Ophaalbrug bij Vlaardingen. De (ronde) contragewichten bevinden zich links.

Een contragewicht of tegengewicht is een gewicht dat een systeem in balans houdt.
Een contragewicht wordt vaak gemaakt van een materiaal met een grote dichtheid, zoals beton, gietijzer of lood, zodat met een relatief klein volume kan worden volstaan.
Een contragewicht kan zorgen dat het zwaartepunt van een constructie boven het steunpunt ligt. Een andere toepassing is het verminderen van de kracht nodig om een object op te tillen of neer te laten, door een constructie (zoals een kabel over een katrol, of een hefboom) waarmee het contragewicht de andere kant op beweegt. Bij een kabelspoorweg zijn twee gelijke objecten (treinen) elkaars contragewicht.
Contragewichten komt men onder andere tegen op hijskranen, liften, vorkheftrucks, beweegbare bruggen en kermisattracties, en schuiframen.
Zonder contragewicht zou een hijskraan, wanneer deze wordt belast, al snel kunnen omvallen. Het contragewicht zorgt er echter voor dat het geheel in balans blijft.
Met een contragewicht blijft een schuifraam openstaan op de gewenste hoogte.
In een verbrandingsmotor kan men contragewichten vinden aan de krukas, die dienen om de trilling en resonantie van de draaiende krukas te minimaliseren.